# Bank BPH
Bank BPH — коммерческий банк Польши. С 2016 года Bank BPH занимается исключительно обслуживанием клиентов с ипотечными кредитами.

## История
В 1989 году в результате выделения из состава Национального банка Польши девяти коммерческих банков был создан Bank Przemysłowo-Handlowy (с польск. — Промышленно-торговый банк). В феврале 1995 года банк вышел на Варшавскую фондовую биржу.
В 2001 году произошло слияние Powszechny Bank Kredytowy и Bank Przemysłowo-Handlowy, которое привело к созданию третьего по величине активов и капитала банка страны, второго — по объёму акций в обращении. Слияние банков стало возможным благодаря соглашению, достигнутому Bank Austria и HypoVereinsbank, являвшихся стратегическими инвесторами польских банков. Банк стал работать под названием BPH PBK, а 7 февраля 2004 года получил новое название — Bank BPH и сменил логотип на фирменное изображение Bank Austria Creditanstalt.
Объединение банков привело к изменениям в дистрибьюторской сети и организационной перестройке головного офиса. Также были созданы четыре региональных подразделения (Западное, Южное, Северо-Восточное и Столичное). В период с 2000 по 2003 год количество отделений банка сократилось на 20 %, а количество сотрудников — на 30 %. Увольнение сотрудников было связано с ликвидацией дублирующих подразделений, изменением режима работы отделений и совершенствованием механизма обработки документов.
С 2001 по 2010 год активы банка в форме глобальных депозитарных расписок торговались на Лондонской фондовой бирже. В ноябре 2007 года Bank BPH был разделён, и большая часть (более 80 % его активов) была включена в Bank Pekao. 17 июня 2008 года большая часть акций компании была приобретена General Electric. 31 декабря 2009 года произошло слияние Bank BPH и GE Money Bank.
В 2016 году банк был вновь разделён, и одна из его частей вошла в состав банка Alior. Оставшаяся часть продолжила заниматься обслуживанием существовавших до раздела ипотечных клиентов. Новым клиентам услуги не предлагаются.
20 декабря 2016 года акции банка были изъяты из свободного оборота на Варшавской фондовой бирже.